# ハリネズミの恋
「ハリネズミの恋」（ハリネズミのこい）は、Every Little Thingの45thシングル。2013年4月10日にavex traxからCDが発売された。

## 解説
前作からわずか2か月での発売となった。前作同様。2013年1月26日から行われているライブツアー「Every Little Thing Concert Tour 2013 -ON AND ON-」の期間中にリリースされた。CDのみ、CD+DVDの二形態で発売。
前作同様、シングルとしての発売前に2013年3月20日から「Lien」のみが順次配信が開始されている。

## 収録曲

### CD
1. ハリネズミの恋 [3:30]
作詞:Kaori Mochida / 作曲:Kunio Tago / 編曲:Akira Murata, Every Little Thing
メナード化粧品「フェアルーセント」CM曲。
内容は恋心を歌ったカントリー調の曲で[1]、シングル曲では最も演奏時間が短い。歌詞について持田は「人の気持ちって難しいよね、という想いを込めて書いた」とコメントしている[5]。
発売前に「Every Little Thing Concert Tour 2013 -ON AND ON-」で披露されており[6]、ミュージック・ビデオがステージ上に設置されたスクリーンに映し出されていた[4]。
ミュージック・ビデオはハリネズミの家を持田が訪れる内容になっており[1]、持田は「ハリネズミの動きを表現するために、少しずつコマ送りで撮影するのが大変だった。」とコメントしている。[4]。
2年後の2015年に発売されたシングル「ANATA TO」に、同じくメナードのCMに起用された楽曲が「Take me Tell me」と共に再び収録された。
2. Lien [5:13]　
作詞:Kaori Mochida / 作曲:Eiji kawai / 編曲:SHINJIROH INOUE, Every Little Thing
  - 映画『映画はなかっぱ 花さけ!パッカ〜ん♪ 蝶の国の大冒険』主題歌。映画には持田と伊藤がゲスト出演している。
  - 「Lien（リアン）」とはフランス語で「絆」を意味する。
3. ハリネズミの恋 (Instrumental)  [3:30]
4. Lien (Instrumental) [5:09]

### DVD（初回生産限定盤のみ）
1. ハリネズミの恋　(Music Video)

## 収録アルバム
ハリネズミの恋
- 『FUN-FARE』
- 『Every Best Single 2 〜MORE COMPLETE〜』
- 『Every Best Single 2 〜laTe period〜』

Lien
- 『FUN-FARE』